# Synemosyna maddisoni
Synemosyna maddisoni är en spindelart som beskrevs av Cutler 1985. Synemosyna maddisoni ingår i släktet Synemosyna och familjen hoppspindlar. Inga underarter finns listade i Catalogue of Life.